# Gentianella griersonii
Gentianella griersonii là một loài thực vật có hoa trong họ Long đởm. Loài này được E.Aitken & D.G.Long mô tả khoa học đầu tiên năm 1994.